# Oxyna longicauda
Oxyna longicauda är en tvåvingeart som beskrevs av Valery Korneyev 1990. Oxyna longicauda ingår i släktet Oxyna och familjen borrflugor.
Artens utbredningsområde är Mongoliet. Inga underarter finns listade i Catalogue of Life.